# Synagrops spinosus
Synagrops spinosus är en fiskart som beskrevs av Schultz, 1940. Synagrops spinosus ingår i släktet Synagrops och familjen Acropomatidae. Inga underarter finns listade i Catalogue of Life.